# هاينز بوليتزر
هاينز بوليتزر (بالألمانية: Heinz Politzer)‏ (و. 1910 – 1978 م) هو مؤلف، ومؤرخ أدبي، وأستاذ جامعي، وكاتب، وناقد أدبي، وصحفي، وروائي نمساوي، ولد في فيينا، توفي في بيركيلي، كاليفورنيا، عن عمر يناهز 68 عاماً.

## التعليم
تعلم في كلية برين ماور.

## جوائز
حصل على جوائز منها:
- زمالة غوغنهايم
- جائزة مدينة فيينا للعلوم الإنسانية [الإنجليزية]‏ (1974)